# Джорджен-Бей
45°16′12″ пн. ш. 80°50′06″ зх. д. / 45.27° пн. ш. 80.835° зх. д.

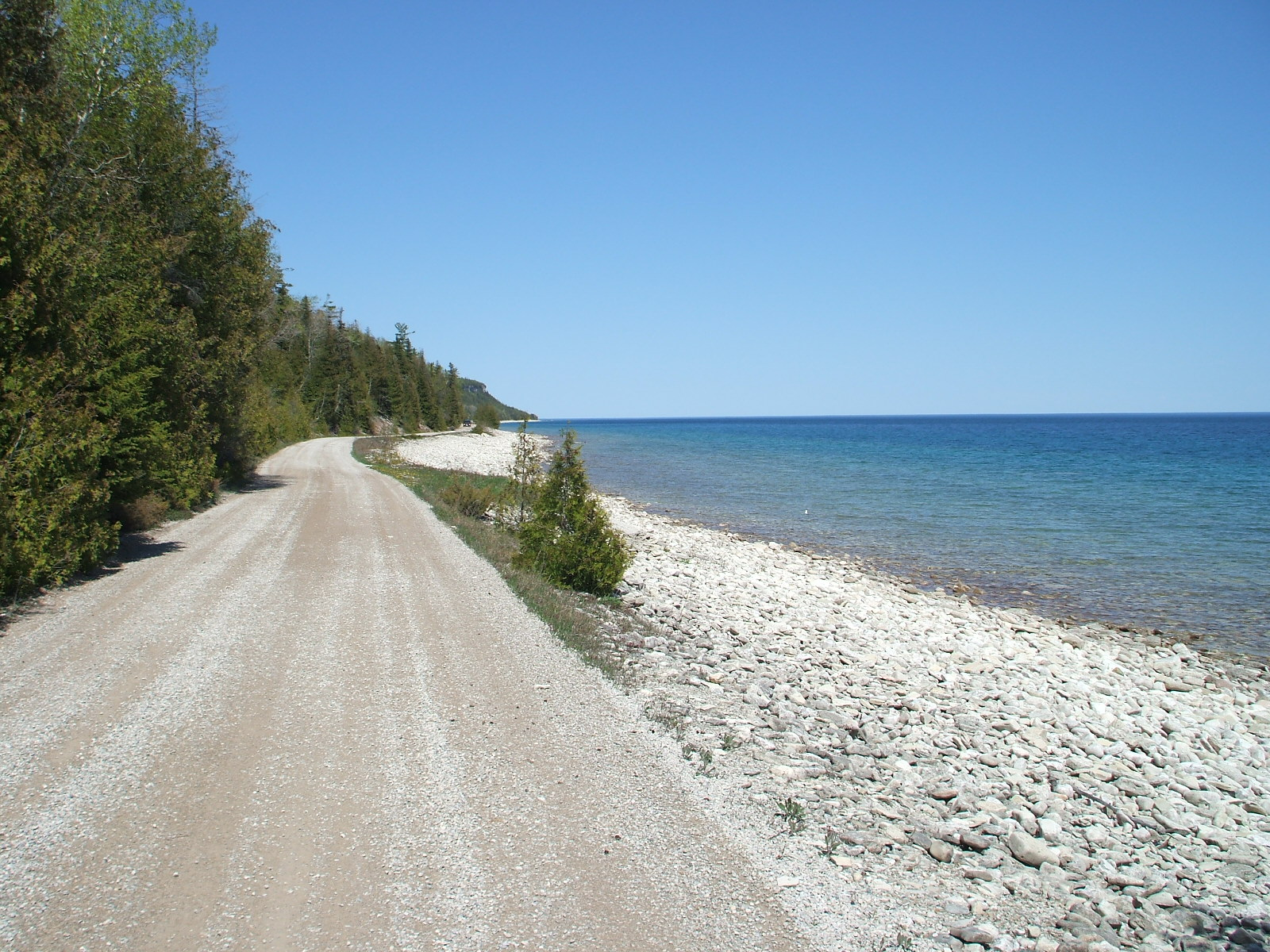
Затока Джорджіан, півострів Брюс

Затока Джорджіан (англ. Georgian Bay, фр. baie Georgienne), у перекладі з англійської — «Георгова затока» — частина озера Гурон в провінції Онтаріо.
Площа затоки приблизно 15 тис. км², вона має 320 км в довжину і 80 км в ширину. У затоці понад 30 000 островів. Серед найбільших островів — Манітулін, Драмонд, Кокберн, Сейнт-Йосефс і Паррі. У затоку впадають річка Френч (англ. French River) із озером Ніпіссінґ. Канал Трент-Северн (англ. Trent-Severn Waterway) зв'язує затоку з озером Онтаріо через озеро Симко (англ. Lake Simco).

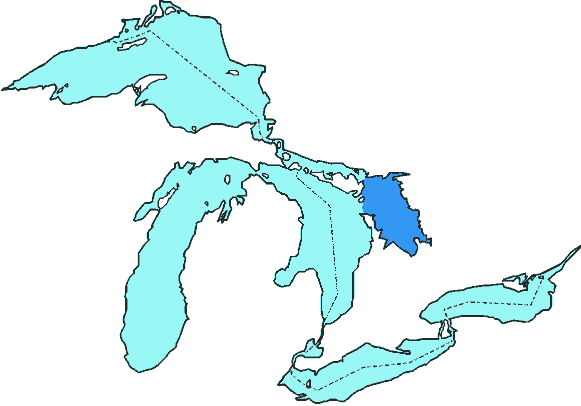
Затока Джорджіан відносно Великих озер

Округи і муніципалітети над затокою:
- Округ Манітулин (англ. Manitoulin District)
- Округ Садбері (англ. Sudbury District)
- Округ Перрі-Саунд (англ. Parry Sound District)
- Окружний муніципалітет Маскока (англ. Muskoka District)
- Графство Сімко (англ. Simcoe County)
- Графство Грей (англ. Grey County)
- Графство Брюс (англ. Bruce County)

Міста над затокою:
- Мідленд, Онтаріо (англ. Midland, Ontario)
- Пенетангвішен, Онтаріо (англ. Penetanguishene)
- Колінгвуд, Онтаріо (англ. Collingwood, Ontario)
- Міфорд, Онтаріо  (англ. Meaford, Ontario)
- Восаґа-Біч, Онтаріо  (англ. Wasaga Beach, Ontario)
- Оуен-Саунд, Онтаріо (англ. Owen Sound)
- Ваєртон, Онтаріо (англ. Wiarton, Ontario)
- Тоберморі, Онтаріо (англ. Tobermory, Ontario)
- Перрі-Саунд, Онтаріо (англ. Parry Sound, Ontario)

Парки на території затоки: 
- Національний парк «Острови Джорджіан Бей»
- Національний парк Файв-Фатомс
- Національний парк «Півострів Брюс»
- Провінційний парк Кілларні
- Провінційний парк Френч Рівер
- Провінційний парк Кильбер
- Провінційний парк Авенда

## Історія
Перші мешканці затоки — народи анішинаабе на півночі затоки і  гурони (англ. Huron) — на півдні затоки, жили над затокою ще до її відкриття європейцями.
У 1615 — 1616 рр. до затоки прибув француз Самюель де Шамплен (фр. Samuel de Champlain) і став першим європейцем-дослідником, який висадився у затоці.
Затока було перейменована на Ла Мер Дус (фр. La Mer douce — у перекладі «Лагідне Море») у 1615-1616 рр. Затока залишалася частиною колоніальних володінь Франції до 1763 р., коли її було передано Великій Британії відповідно до Паризькій мирній угоди 1763 р.
У 1815 р. британський капітан Вільям Фіцвільям Оуен (англ. William Fitzwilliam Owen) називав затоку озером Манітулин (англ. Lake Manitoulin).  У 1822 британський капітан Генрі Волсі Бейфілд (англ. Henry Wolsey Bayfield) назвав затоку затокою  Джорджен на честь Георга IV— короля Великої Британії та Ірландії.
Під час англо-американської війни 1812-1815 рр. британська шхуна «Нансі» (англ. HMS Nancy) була затоплена в затоці екіпажем щоб запобігти її захопленню.